# Katharina Bihler

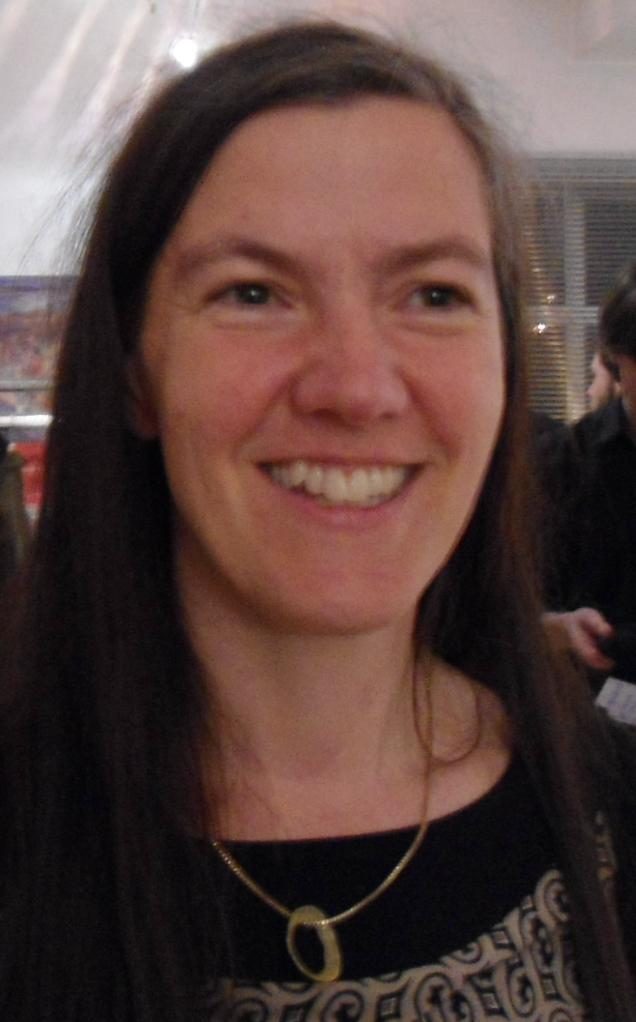
Katharina Bihler (2014)

Katharina Bihler (* 1966 in Esslingen am Neckar) ist eine deutsche Hörspielsprecherin und Performance-Künstlerin.
Nach einem Studium im Bereich Gesang und Sprechwissenschaft in München und Trier betätigte sich Bihler als Performance-Künstlerin, Regisseurin und Sprecherin auf diversen Bühnen. 1997 gründete sie zusammen mit ihrem Mann Stefan Scheib das Liquid Penguin Ensemble, eine Künstlergruppe für Musik-Hörspiele, Performances und Klang-Installation, in der sie als Regisseurin, Autorin und Sprecherin/Schauspielerin wirkt. Seit 2000 werden zusätzlich Online-Projekte und Videoarbeiten mit dem Ensemble realisiert.

## Hörbücher
- 2003: Clemens Brentano „Selig, wer in Träumen stirbt“ (mit Lutz Görner) NAXOS

## Preise & Auszeichnungen
- 2002: Förderpreis Rheinland-Pfalz für junge Künstler
- 2008: Deutscher Hörspielpreis der ARD für „Gras wachsen hören“ mit dem Liquid Penguin Ensemble
- 2008: ARD-Online-Award für „Gras wachsen hören“ mit dem Liquid Penguin Ensemble
- 2009: Hörspiel des Jahres 2009 für „Bout du Monde – Ende der Welt“ mit dem Liquid Penguin Ensemble
- 2010: Kulturpreis des Regionalverbandes Saarbrücken für das Liquid Penguin Ensemble
- 2024: Günter-Eich-Preis (zusammen mit Stefan Scheib)